# Ferdinand Pelikán (Philosoph)
Ferdinand Pelikán (* 5. Juni 1885 in Prag; † 5. September 1952 ebenda) war ein tschechischer Philosoph des 20. Jahrhunderts.

## Tätigkeit
Ferdinand Pelikán veröffentlichte zahlreiche Arbeiten, über Kant und den Kontingentismus.

## Werke (Auswahl)
Ferdinand Pelikán verfasste:
- Entstehung und entwicklung des kontingentismus … Simion, Berlin 1915, OCLC 41647145.
- Logika I. Elementární část (Logik I.Teil Grundlagen). Sfinx, Prag 1926, OCLC 85494379.
- Fikcionalism novověké filosofie zvláště u Humea a Kanta (Fiktionalismus der neueren Philosophie und Kant) 1929.
- Současná filosofie u Slovanu (Zeitgenössische Philosophie der Slawen) Orbis Verlag, Prag 1932 LCCN 75-579905.
- Portréty filosofů XX. věku (Darstellung der Philosophie im XX. Jahrhundert) 1932.